# Ove Andersson (Fußballspieler)

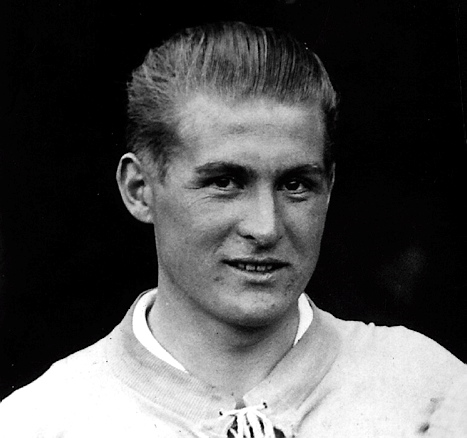
Ove Andersson

Ove Andersson (* 14. März 1916 in Malmö; † 12. Oktober 1983 in Borås) war ein schwedischer Fußballspieler. Der Stürmer gewann 1939 als erster Spieler in der Geschichte von Malmö FF den Torschützentitel der Allsvenskan.

## Werdegang
Andersson begann mit dem Fußballspielen bei BK Frigg. Über Malmö IS kam er 1935 zu Malmö FF. Mit dem Klub stieg er 1936 in die Allsvenskan auf. Anfangs spielte er mit der Mannschaft gegen den Wiederabstieg. In der Spielzeit 1938/39 belegte er mit der Mannschaft mit neun Punkten Rückstand auf den Meister IF Elfsborg den dritten Platz, zu dem er 16 Saisontore beisteuerte. Damit krönte er sich zusammen mit Erik Persson von AIK und Yngve Lindgren von Örgryte IS zum Torschützenkönig des schwedischen Oberhauses. Anschließend spielte er eine weitere Spielzeit für den Klub in der Allsvenskan, ehe er beim Malmöer Klub FK Rapax seine Laufbahn ausklingen ließ.
Andersson bestritt insgesamt 99 Spiele für Malmö FF und erzielte dabei 44 Tore. In der Allsvenskan lief er für den Klub in 47 Spielen auf und schoss dabei 20 Tore. Trotz seines Torschützentitels fand er keine Berücksichtigung in der schwedischen Nationalmannschaft.
Nach seiner aktiven Laufbahn engagierte sich Andersson als Funktionär beim FK Rapax. 1958 zog er nach Borås, wo er eine eigene Firma gründete. Hier blieb er bis zu seinem Lebensende und wurde auch in der Stadt in der Provinz Västergötland beerdigt.